# Cantone di Ermont
Il Cantone di Ermont è una divisione amministrativa dell'arrondissement di Pontoise.
A seguito della riforma complessiva dei cantoni del 2014 è passato da 1 a 2 comuni.

## Composizione
Prima della riforma del 2014 comprendeva il solo comune di Ermont; dal 2015 comprende Eaubonne ed Ermont.